# بيوسفير 2

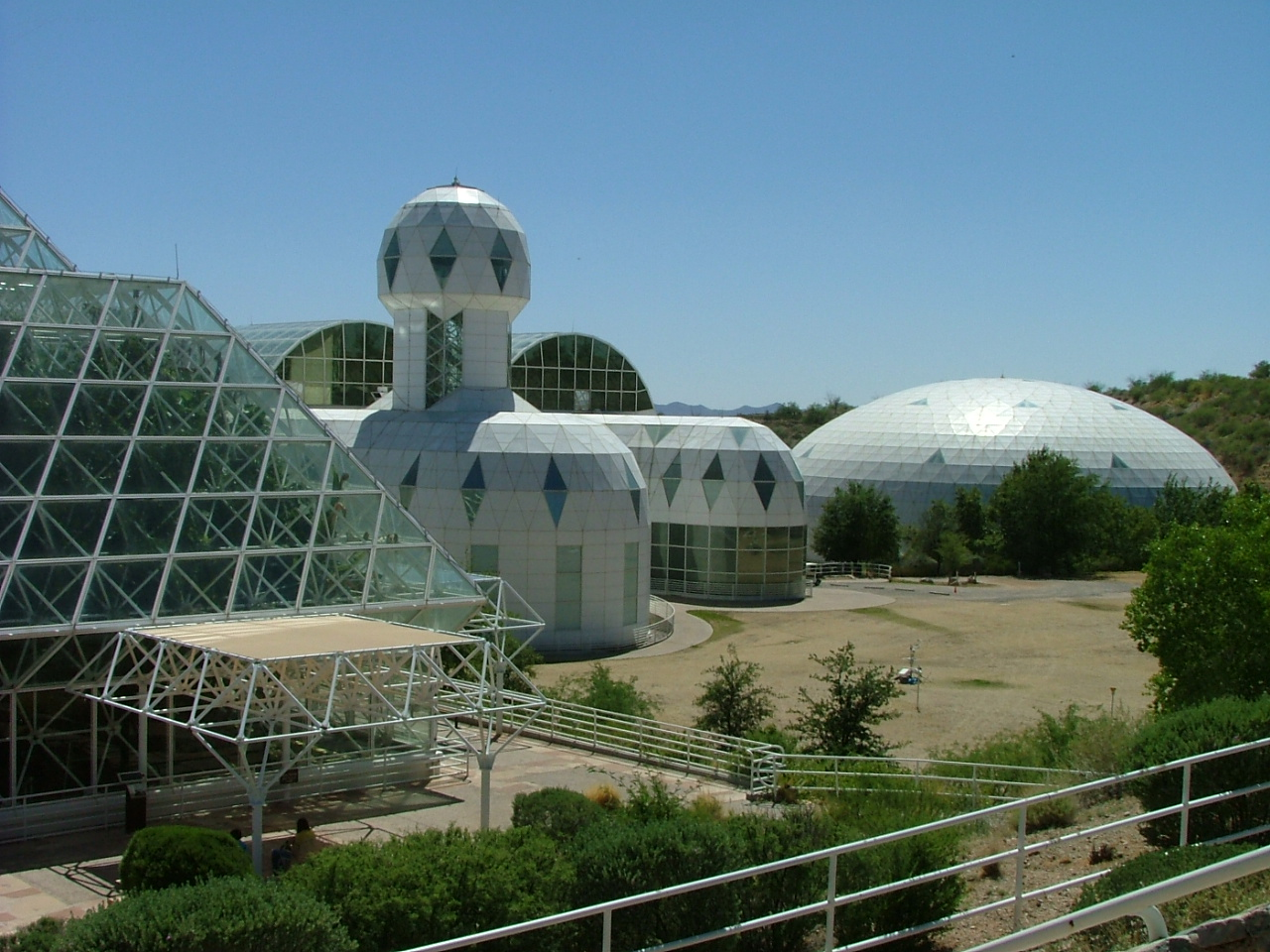
الواجهة الخارجية لبيوسفير2.

البيوسفير 2 (بالإنجليزية: Biosphere 2)‏ وهو المحاولة العجيبة التي قام بها البليونير الأميركي إيد باس لبناء مكان صحي شبيه بالبيئة الموجودة على سطح الأرض• إنه هيكل مدهش بني من الفولاذ والزجاج جنوب الصحراء في ولاية آريزونا، وكلف عند بنائه في عام 1991 قرابة 200 مليون دولار.
كان، وما زال بالرغم من بعض التسريبات، البناء الأكثر إحكاما للهواء في العالم• يغطي البناء مساحة 3 هكتارات  ويبدو أشبه بهرم مؤلف من 6000 آلاف لوح زجاجي ويصل ارتفاعه قرابة 30 مترا.
صمم البيوسفير 2 ليكون مقرا للأبحاث البيئية، ونموذجا لمستعمرة فضائية K وقد عد من قبل الكثير من الأشخاص واحدا من العجائب الهندسية في العصر الحديث.
لكن خلال أربعة عشر عاما منذ بنائه، جاء الدرس المستفاد منه بأن محاكاة البيوسفير،1 وهو كوكب الأرض، مشروع بالغ التكلفة والتعقيد• وفي حقيقة الأمر، لم يعد للبيوسفير 2 أي دور في الأبحاث العلمية الجادة منذ أن سحبت جامعة كولومبيا فريق أبحاثها منه في العام الماضي.
وفي الوقت الحالي، يعرض بيوسفير 2 للبيع ليتم الاستفادة منه كشيء تراه في حديقة ألعاب مثل ديزني لاند• فتح أكبر بيت زجاجي في العالم، بغاباته المطرية الصناعية، وصحاريه وأشجاره من السافاناه، ومناطقه الزراعية ومحيطه الصغير، أبوابه ونوافذه أمام السياح ليدخلوه، ويطلعوا على ما يوجد بداخل أحد أكبر مراكز التجارب في التاريخ العلمي المعاصر.
يقع البيوسفير 2 وسط وادٍ صحراوي عند سفح جبال سانتا كاتالينا، وقد اجتذب اهتماما واسعا عند افتتاحه• وقد بني انطلاقا من فكرة إنشاء عالم صغير ذاتي الوجود• أقفل المكان لمدة عامين كاملين على أربعة رجال وأربع نساء• بدون أية مساعدة من العالم الخارجي، كان عليهم إنتاج حاجتهم من الأكسجين والغذاء، وإعادة تدوير مياههم والمحافظة على ذلك التوازن البيئي الهش.
لكن منذ لحظة إقفال منافذ الهواء على الأشخاص الثمانية ومعهم 3800 من الكائنات الأخرى من حيوانات ونباتات، ظهرت أشياء غريبة• أدت ظاهرة النينو التي استمرت عامين لتغطية سماء آريزونا الهادئة بطبيعتها بغيوم دامت أياما، مما أدى لحجب ربع الإشعاعات الشمسية المعتادة.
نتيجة لذلك، تضاءلت بحدة عملية التركيب الضوئي عند النباتات المنتجة للأكسجين. وبدأت الطيور المغردة وحشرات النحل في الموت وحرمت النباتات من اللقاح• كما قلت المحاصيل ونادرا ما وضع الدجاج بيضه، وسرعان ما نفقت الحيوانات.
في الوقت نفسه، عانى سكان البيوسفير 2 من البشر• لم يحصلوا على كفايتهم من الأكسجين ولا الطعام، وافتقروا للصبر وبلغ التوتر بين أفراد المجموعة الصغيرة درجة لا تحتمل.
نقل عن جين بوينتر، وهي من سكان البيوسفير، قولها كدنا نختنق وتضورنا جوعا وكنا على حافة الجنون.
عانى معظم أفراد المجموعة من نقص شديد في الوزن نتيجة النقص الشديد في إنتاج الغذاء والنظام الغذائي الصارم الذي أشرف عليه الدكتور روي فولفورد• كان أكبر سكان بيوسفير 2 سنا، وقد آمن بأن الغذاء القليل السعرات الحرارية هو مفتاح طول العمر• تكون فطورهم من ثريد مصنوع من القمح أو الأرز أو الذرة المبلولة بشاي أعشاب• وفي وجبه الغذاء تناولوا سلطة من أوراق خضراء وثمار البابايا إلى جانب قليل من الأرز والفاصولياء• وغالبا ما يكون العشاء من نفس المكونات إلى جانب بطاطس حلوة وشمندر وموز.
قالت ليندا لي، وهي أخصائية في علم النبات، رعت المنطقة البرية داخل بيوسفير 2 من الناحية النظرية، كنا جميعا في وضع صحي أفضل• لكن كان من الصعب الحصول على الطاقة اللازمة للقيام بأعمالنا اليومية• وقد اضطررنا للعمل بمشقة للإبقاء على عمل كل شيء، ولم نحصل على حاجتنا من الطعام.
تلك الأعصاب المتعبة نتيجة الجوع زادها نقص الأوكسجين تضررا، إذ بعد عام على بدء التجربة، نقصت نسبة الأكسجين من المعدل الطبيعي وهو 21% إلى 14,5%، وهو ما يعادل بالكاد نسبة الأكسجين على ارتفاع 5000 متر.
في عصر أفلام مثل الناجي وغيره من برامج تلفزيون الواقع، والتي تبنى على أساس احتجاز بعض الأشخاص المتوترين في مكان واحد، بدت تلك النتيجة حتمية ومعروفة.
حلت الخلافات بالمجموعة الصغيرة، وتجادلوا حول الغذاء وتقسيم العمل، وانقسموا لفريقين متضادين.
أراد فريق جلب المزيد من الأكسجين والطعام، ورغب فريق آخر بحرث الأرض في بعض المناطق من بيوسفير 2 لإنتاج الغذاء، والتأقلم مع العيش في ظل قلة الأوكسجين• وفي نهاية الأمر قرر مدراء المشروع ضخ 80 ألف متر مكعب من الأوكسجين إلى بيوسفير 2.
عن تلك اللحظة قالت لي كنا جميعا واقفين أمام فتحات التهوية عند وصول الأكسجين، والذي كان له مباشرة أثره الكبير. أتذكر بأننا شعرنا كأن غمامة سوداء قد انقشعت.
لكن الدعم المقدم على شكل الأكسجين كان ثمنا باهظا، بما معنى أنه اعتراف بأن الهدف النهائي من إنشاء عالم بيئي ذاتي التغذية قد فشل.
رغم ذلك، تمكنت مجموعة الرواد من إكمال التجربة التي امتدت عامين كاملين، وأمضت فيما بعد مجموعة أخرى مدة أربعة أشهر داخل البيوسفير 2.
ثم تسلمت جامعة كولومبيا المشروع، وأشرفت على أبحاث قيمة في علوم الأرض والتحكم بالمناخ إلى أن انسحبت من المشروع في عام 2003.
منذ ذلك الوقت، حل مكان الأبحاث العلمية الطموحة زيارات سياحية• في العام الماضي، دخل الموقع قرابة 85 ألف زائر من أجل أخذ فكرة واضحة عن المشروع المهجور والاطلاع على تصميمه البديع.
رغم ذلك، يعتقد كريستوفر بانون، وهو مدير المشروع، بأن بيوسفير 2 يقدم فرصة رائعة لأي مستثمر طموح، ويقول يعد هذا المكان من أهم المواقع في جنوب آريزونا، ولذا نتوقع أن يجتذب بعض الاهتمام.